# Adiuwant Freunda
Adiuwant Freunda – jeden z najsilniejszych adiuwantów bazujących na substancjach naturalnych. Został opracowany przez Julesa Freunda w latach 30. XX wieku w trakcie prac nad szczepionką przeciw gruźlicy, a jego formuła jest znana od roku 1956.
Wyróżnia się dwa jego rodzaje:
- kompletny adiuwant Freunda (CFA, z ang. complete Freund's adjuvant) - emulsja oleju parafinowego lub mineralnego z zawieszonymi w niej prątkami gruźlicy[3]; Dipeptyd muramylowy, zawarty w ścianie komórkowej Mycobacterium, aktywuje makrofagi zwiększając ich zdolności fagocytarne. Aktywowane makrofagi zwiększają ekspresję cząsteczek MHC klasy II oraz błonowych cząsteczek z rodziny B7 na powierzchni swych błon komórkowych, w efekcie zwięszając swoje zdolności do prezentacji antygenu limfocytom pomconiczym (T helper cells). Po rozpoznaniu antygenu i otrzymaniu sygnału kostymulującego (połączenie cząsteczek B7 na powierzchni makrofagów z cząsteczkami CD28 na powierzchni limfocytów pomocniczych) limfocyty pomocnicze aktywują kaskadę odpowiedzi komórkowej[4].
- niekompletny adiuwant Freunda (IFA, z ang. incomplete Freund's adjuvant) - emulsja samego oleju parafinowego lub mineralnego[3].

Mechanizm działania adiuwantu Freunda, podobnie do innych adiuwantów opartych na emulsji wodno-mineralnej, polega na powolnym uwalnianiu antygenu w miejscu podania, co umożliwia dłuższy kontakt komórek układu odpornościowego z antygenem. 
Adiuwant Freunda jest używany w eksperymentach na zwierzętach, od lat 60. XX wieku nie jest natomiast używany w przypadku ludzkich szczepionek ze względu na silne efekty uboczne. Dane o efektach ubocznych zebrane zostały głównie na podstawie obserwacji na zwierzętach, podczas gdy wieloletnia obserwacja tysięcy osób szczepionych z użyciem adiuwantu Freunda przeciw gruźlicy wykazała brak efektów ubocznych, stąd też toksyczność adiuwantu u ludzi jest dyskusyjna.